# Kieler Nachrichten
Le Kieler Nachrichten (Les informations kieloises) également connu sous le sigle KN est un quotidien régional allemand. Actuellement l'unique journal publié à Kiel, il est une source d'information locale pour les habitants du Schleswig-Holstein.

## Historique
Le premier numéro de ce quotidien est publié le 3 avril 1946 par une équipe issue des journaux Kieler Zeitung (créé en 1864) et Kieler Neueste Nachrichten (de) (créé en 1894).